# Goujounac
Goujounac ist eine französische Gemeinde mit 219 Einwohnern (Stand 1. Januar 2022) im Département Lot in der Region Okzitanien. Sie gehört zum Kanton Puy-l’Évêque und kam durch die Neuordnung der Arrondissements im Jahr 2017 vom Arrondissement Cahors zum Arrondissement Gourdon.

## Lage
An der östlichen Gemeindegrenze verläuft der Fluss Masse.
Nachbargemeinden sind Montcléra im Norden, Les Arques im Nordosten, Lherm im Osten, Les Junies im Süden, Pomarède im Südwesten und Frayssinet-le-Gélat im Westen.

## Bevölkerungsentwicklung

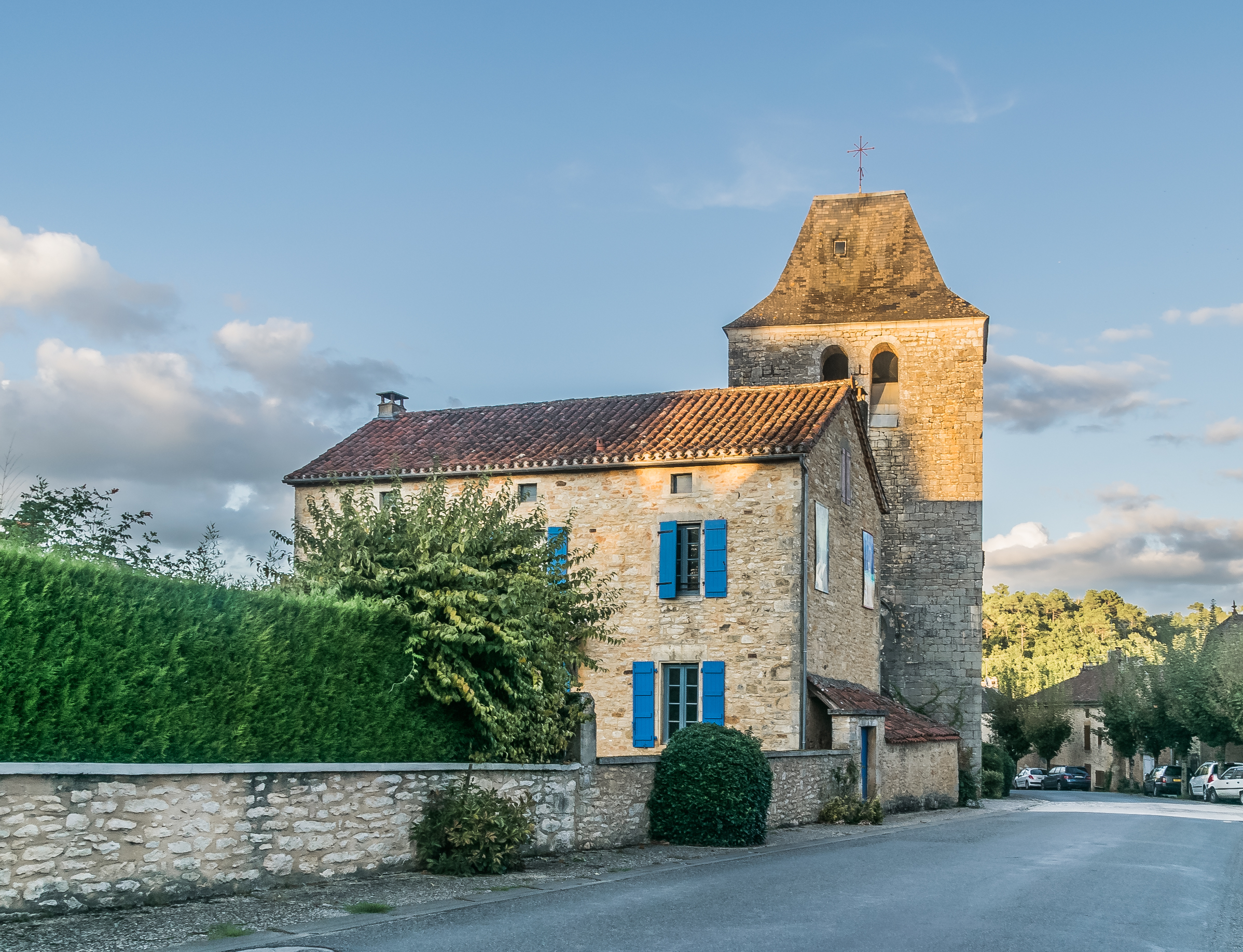
Romanische Kirche Saint-Pierre-ès-Liens, Monument historique seit 1997

| Jahr      | 1962 | 1968 | 1975 | 1982 | 1990 | 1999 | 2008 | 2018 |
| --------- | ---- | ---- | ---- | ---- | ---- | ---- | ---- | ---- |
| Einwohner | 260  | 255  | 199  | 184  | 174  | 199  | 209  | 226  |